# Волгоградский район (Москва)
Волгоградский район — бывший район в Москве.

## Описание
Здание Райисполкома и РК КПСС находилось по адресу: 1-я Новокузьминская улица, дом 10. Район получил название от города Волгограда. Территория находилась в пределах между железнодорожными путями Горьковского направления до МКАД.
Общая площадь 2970 гектар. Площадь лесного массива 1652 гектар, в котором находится Кузьминский лесопарк; воды 28 гектар, в основном это Кузьминские пруды. Количество людей в районе на 1978 год насчитывает 344 тысячи.
Главные дороги: проспекты Волгоградский и Рязанский.

## История
До 1960 года превалирующая часть района принадлежала к структуре Московской области. Волгоградский район сформирован в 1968 году. Земля застроена в 1960-е-1970-е года.
История района тесно связана с историей революции. Так в 1894 году в Кузьминках находилась дача, где жил В. И. Ленин, в который он создал книгу «Что такое „друзья народа“ и как они воюют против социал-демократов», в 1978 году на этом месте возведена стела. В Кузьминском парке часто состоялись собрания и маёвки, которые были нелегальными. В 1905 году здесь проходили обучение дружинники, а в 1917 году красногвардейцы.
В 1978 году площадь жилфонда 4881 тысяча метров квадратных, в местности располагались 20 рабочих производств: заводы «Фрезер», «Сганкоагрегат», Карачаровский механический; 20 научно исследовательских института: металлургического машиностроения, механизации сельского хозяйства, строительных конструкций, Ветеринарная академия; проектные организации и КБ, 50 школ, 87 дошкольных образований, 2 больницы, 22 поликлиники, 92 продуктовых и 60 промышленных магазина, 204 точки общепита, культурно-просветительские организации — 3 кинотеатра, 36 библиотек, 4 клуба, ПКиО «Кузьминки».
В 1991 году упразднён.